# Биг Бенд (Свазиленд)
За друга значења, погледајте Биг Бенд (вишезначна одредница)
Биг Бенд (енгл. Big Bend) је трећи највећи град Свазиленда. Налази се у источном Свазиленду на реци Мапуто. Налази се на надморској висини од 354 метара. 
Према попису из 2005. године Биг Бенд има 10.342 становника (према попису из 1997. године је 9.374 становника).